# 底抜け西部へ行く
『底抜け西部へ行く』（そこぬけせいぶへゆく、原題：Pardners）は、1956年に公開されたジェリー・ルイスとディーン・マーティン主演のアメリカ合衆国のコメディ映画。底抜けシリーズの一つである。

## キャスト
| 役名     | 俳優                   | 日本語吹き替え | 日本語吹き替え |
| 役名     | 俳優                   | 東京12ch版     | フジテレビ版   |
| -------- | ---------------------- | -------------- | -------------- |
| スリム   | ディーン・マーティン   | 広川太一郎     | 広川太一郎     |
| ウェイド | ジェリー・ルイス       | 愛川欽也       | 愛川欽也       |
| マチルダ | アグネス・ムーアヘッド |                | 島美弥子       |
| キャロル | ロリ・ネルソン         |                | 武藤礼子       |
| リオ     | ジェフ・モロー         |                | 渡部猛         |
| ガス     | リー・ヴァン・クリーフ |                |                |
| ホリス   | John Baragrey          |                | 小林勝彦       |
| ドリー   | Jackie Loughery        |                | 小宮和枝       |

※端役には、当時若手だったクリント・イーストウッドが出演している。
- 東京12ch版：初回放送1971年10月12日
- フジテレビ版：初回放送1979年3月30日『ゴールデン洋画劇場』

## スタッフ
- 監督：ノーマン・タウログ
- 製作：ポール・ジョーンズ
- 原案：マーヴィン・J・ハウザー、ジェリー・デイヴィス
- 脚本：シドニー・シェルダン
- 撮影：ダニエル・L・ファップ
- 編集：アーチー・マーシェック
- 音楽：フランク・デ・ヴォール